# Гигиена животных
Гигие́на живо́тных, также Зоогигие́на (от греч. ζῷον — «животное» и ὑγίεια — «здоровье», ὑγιεινός — «здоровый»), — наука (раздел ветеринарии), предметом изучения которой является влияние на здоровье и продуктивность животных (в первую очередь домашних, в том числе сельскохозяйственных) условий их содержания.
Гигиеной животных (зоогигиеной) также называется область профессиональной деятельности по мониторингу и оптимизации условий содержания животных

## Исторические сведения

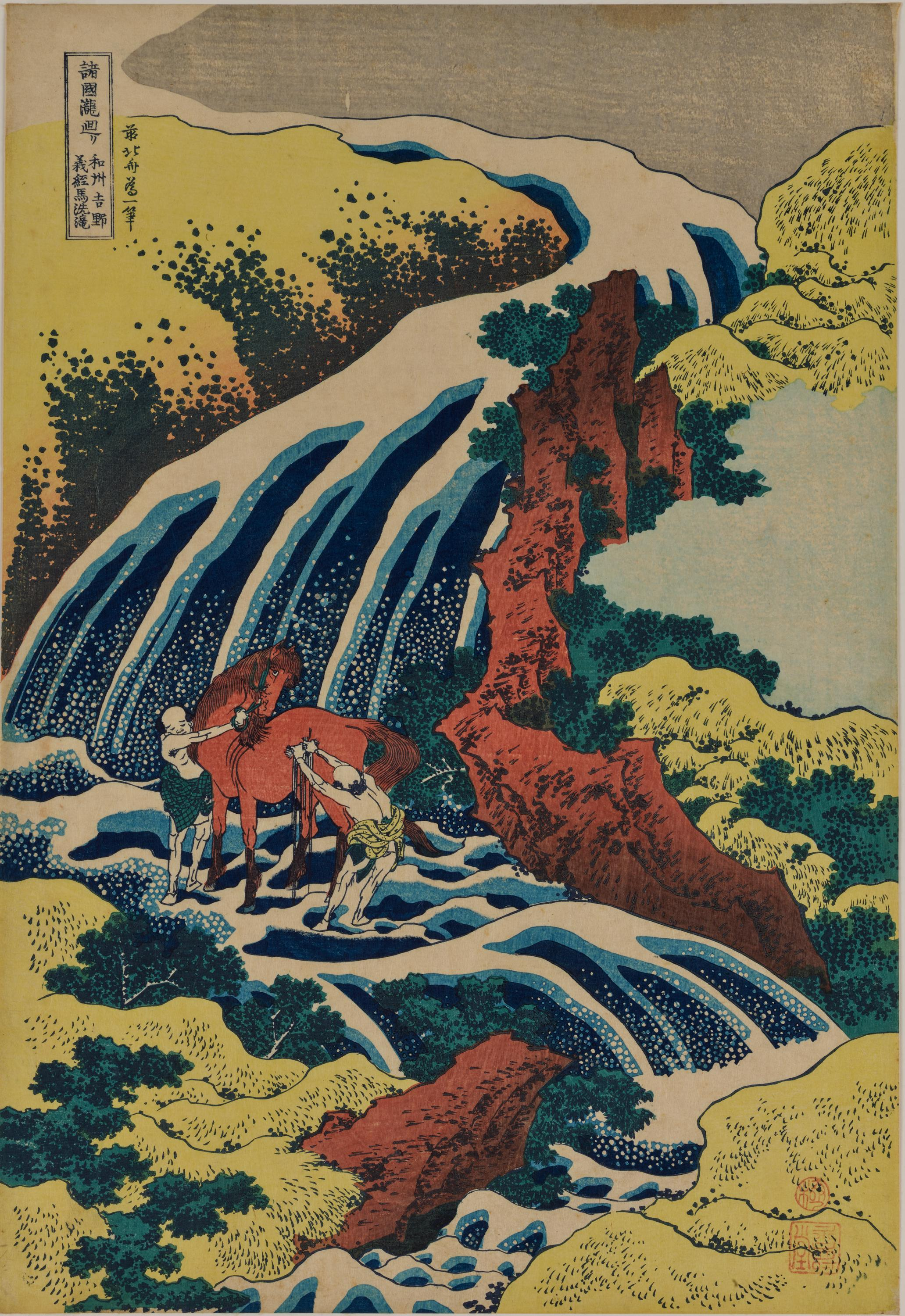
Водопад для мытья лошадей Есицунэ в Есино, провинция Идзуми. Рисунок Кацусики Хокусая (1833)

Известно о зоогигиенических мероприятиях, которые проводились в Древнем Египте, Древнем Китае, Древней Индии, Древней Греции, Древнем Риме. Существенный скачок в развитии зоогигиены наблюдался в Англии в конце XV — начале XVI века, он был обусловлен экономической реорганизацией сельского хозяйства.

## Разделы, задачи, методы
Отличают общую зоогигиену, предметом изучения являются общие проблемы содержания животных и ухода за ними, — и частную зоогигиену, которая изучает те же проблемы применительно к конкретным группам животных, отличающихся своим биологическим видом, возрастом, особенностями использования и другими существенными характеристиками.
Зоогигиена тесно связана с другими разделами ветеринарии (особенно с физиологией животных), зоотехнией и эпизоотологией — ветеринарной наукой об эпизоотиях), микробиологией, физикой и химией, а также с экономикой и кормопроизводством.

## Зоогигиенические исследования
С точки зрения методологии исследований гигиена животных является комплексной наукой: она использует как экспериментальные, так и статистические методы, а также физиологические наблюдения и санитарные обследования.
Конечным результатом зоогигиенических исследований является разработка практических мер (рекомендаций, нормативов) по оптимизации условий содержания животных и уходу за ними. В частности, эти рекомендации могут касаться режимов содержания, гигиены воздушной среды, помещений и почвы, качества используемых кормов и воды, особенностей кормления и поения, режимов содержания животных, методов хранения и обеззараживания навоза. Для сельскохозяйственных животных рекомендации по их содержанию в первую очередь ориентированы на повышение их продуктивности. Поскольку в современном сельском хозяйстве наблюдается довольная быстрая смена форм ведения хозяйства и регулярно внедряется новое оборудование, возникает потребность в регулярной разработке новых (или пересмотре имеющихся) зоогигиенических нормативов содержания и эксплуатации животных.
В России одним из ведущих научно-исследовательских учреждений в области зоогигиены является Всероссийский научно-исследовательский институт ветеринарной санитарии, гигиены и экологии.